# Ihor Jurijovics Litovka
Ihor Jurijovics Litovka (ukránul: Ігор Юрійович Литовка; Nyikopol, 1988. június 5. –) ukrán labdarúgó.

## Pályafutása
Az ukrán első és másodosztályban szerepelt a Szevasztopol csapatával, majd a Voluntari együttesével a román élvonalban is megfordult. A 2016-os szezont végigvédte Lettországban a Riga csapatánál, de október 1-jén játszotta utolsó tétmérkőzését. 2017 októberében próbajátékon járt a magyar Diósgyőri VTK csapatánál. 2018 februárjáról a csernyihivi Deszna játékosa.

## Sikerei, díjai
- Szevasztopol
  - Ukrán másodosztály bajnok: 2009–10, 2012–13